# Verwaltungskreis Thun
Der Verwaltungskreis Thun im Kanton Bern wurde auf den 1. Januar 2010 gegründet. Er gehört zur Verwaltungsregion Oberland und umfasst 30 Gemeinden (Stand: 1. Januar 2024) auf 321,98 km² mit zusammen 109'442 Einwohnern (Stand: 31. Dezember 2023).

## Regierungsstatthalter
- Derzeitige Regierungsstatthalterin ist Simone Tschopp (parteilos).[2]

## Gemeinden
| Wappen                 | Name der Gemeinde      | Einwohner (31. Dezember 2023) | Fläche in km² | Einwohner pro km² |
| ---------------------- | ---------------------- | ----------------------------- | ------------- | ----------------- |
| Amsoldingen            | Amsoldingen            | 833                           | 4,71          | 177               |
| Blumenstein            | Blumenstein            | 1'303                         | 15,52         | 84                |
| Buchholterberg         | Buchholterberg         | 1'538                         | 15,33         | 100               |
| Burgistein             | Burgistein             | 1'094                         | 7,53          | 145               |
| Eriz                   | Eriz                   | 475                           | 21,78         | 22                |
| Fahrni                 | Fahrni                 | 810                           | 6,68          | 121               |
| Forst-Längenbühl       | Forst-Längenbühl       | 770                           | 4,50          | 171               |
| Gurzelen               | Gurzelen               | 898                           | 4,52          | 199               |
| Heiligenschwendi       | Heiligenschwendi       | 731                           | 5,55          | 132               |
| Heimberg               | Heimberg               | 7'058                         | 5,44          | 1'297             |
| Hilterfingen           | Hilterfingen           | 4'082                         | 2,81          | 1'453             |
| Homberg                | Homberg                | 490                           | 6,51          | 75                |
| Horrenbach-Buchen      | Horrenbach-Buchen      | 227                           | 20,40         | 11                |
| Oberhofen am Thunersee | Oberhofen am Thunersee | 2'492                         | 2,71          | 920               |
| Oberlangenegg          | Oberlangenegg          | 484                           | 9,16          | 53                |
| Pohlern                | Pohlern                | 243                           | 9,87          | 25                |
| Reutigen               | Reutigen               | 1'371                         | 13,75         | 100               |
| Seftigen               | Seftigen               | 2'177                         | 3,89          | 560               |
| Sigriswil              | Sigriswil              | 4'891                         | 55,41         | 88                |
| Steffisburg            | Steffisburg            | 16'467                        | 14,81         | 1'112             |
| Stocken-Höfen          | Stocken-Höfen          | 1'017                         | 14,22         | 72                |
| Teuffenthal            | Teuffenthal (BE)       | 164                           | 4,53          | 36                |
| Thierachern            | Thierachern            | 2'504                         | 7,53          | 333               |
| Thun                   | Thun                   | 43'905                        | 21,57         | 2'035             |
| Uebeschi               | Uebeschi               | 731                           | 4,42          | 165               |
| Uetendorf              | Uetendorf              | 6'001                         | 10,17         | 590               |
| Unterlangenegg         | Unterlangenegg         | 1'080                         | 6,80          | 159               |
| Uttigen                | Uttigen                | 2'179                         | 3,81          | 572               |
| Wachseldorn            | Wachseldorn            | 229                           | 3,51          | 65                |
| Wattenwil              | Wattenwil              | 3'198                         | 14,54         | 220               |
| Total (30)             | Total (30)             | 109'442                       | 321,98        | 340               |

Die Gemeinden stammen aus den bisherigen Amtsbezirken
- Thun
- Niedersimmental (Niederstocken, Oberstocken, Reutigen)
- Seftigen (Burgistein, Gurzelen, Kienersrüti, Seftigen, Uttigen, Wattenwil).

## Veränderungen im Gemeindebestand

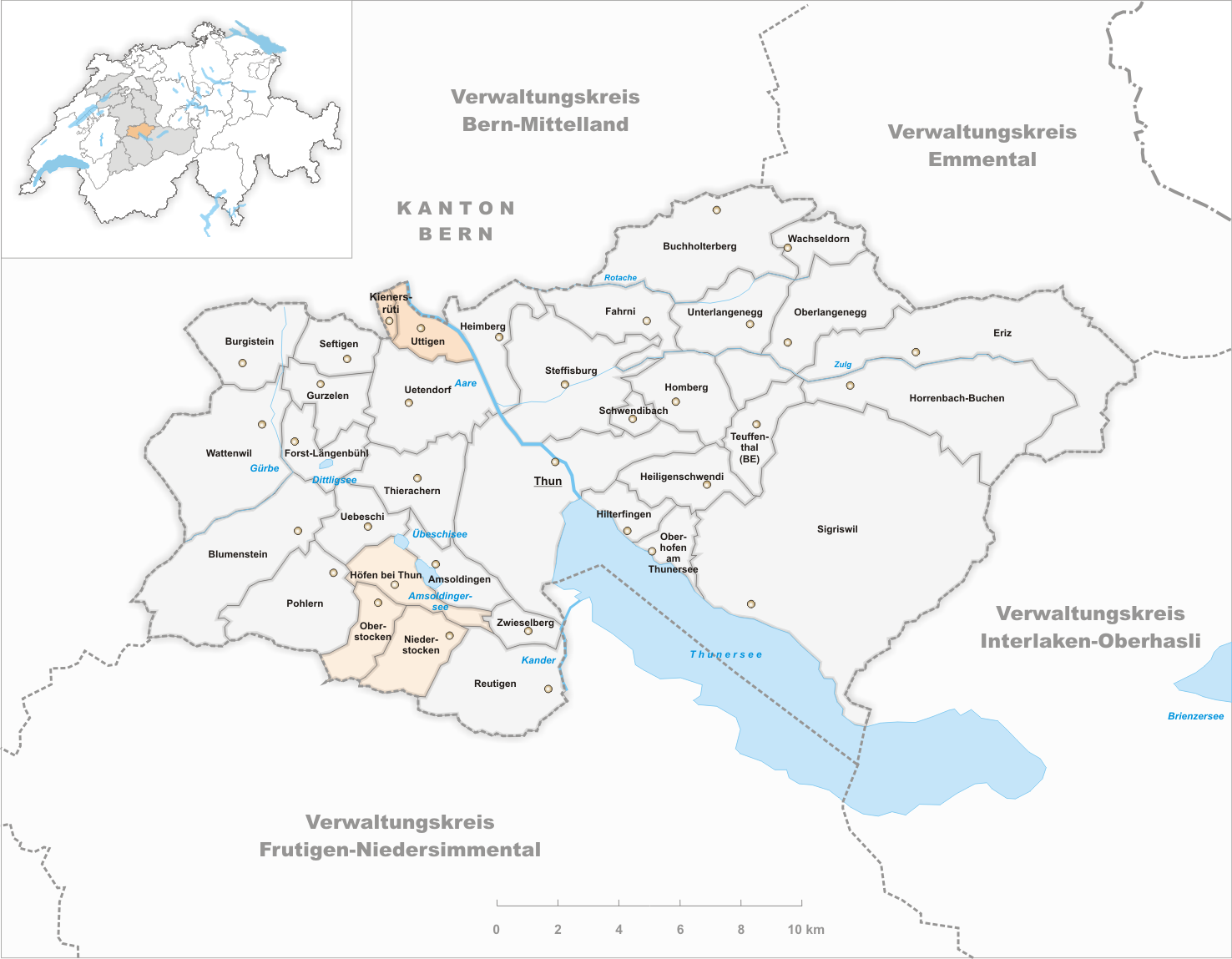
Gemeinden bis 2013
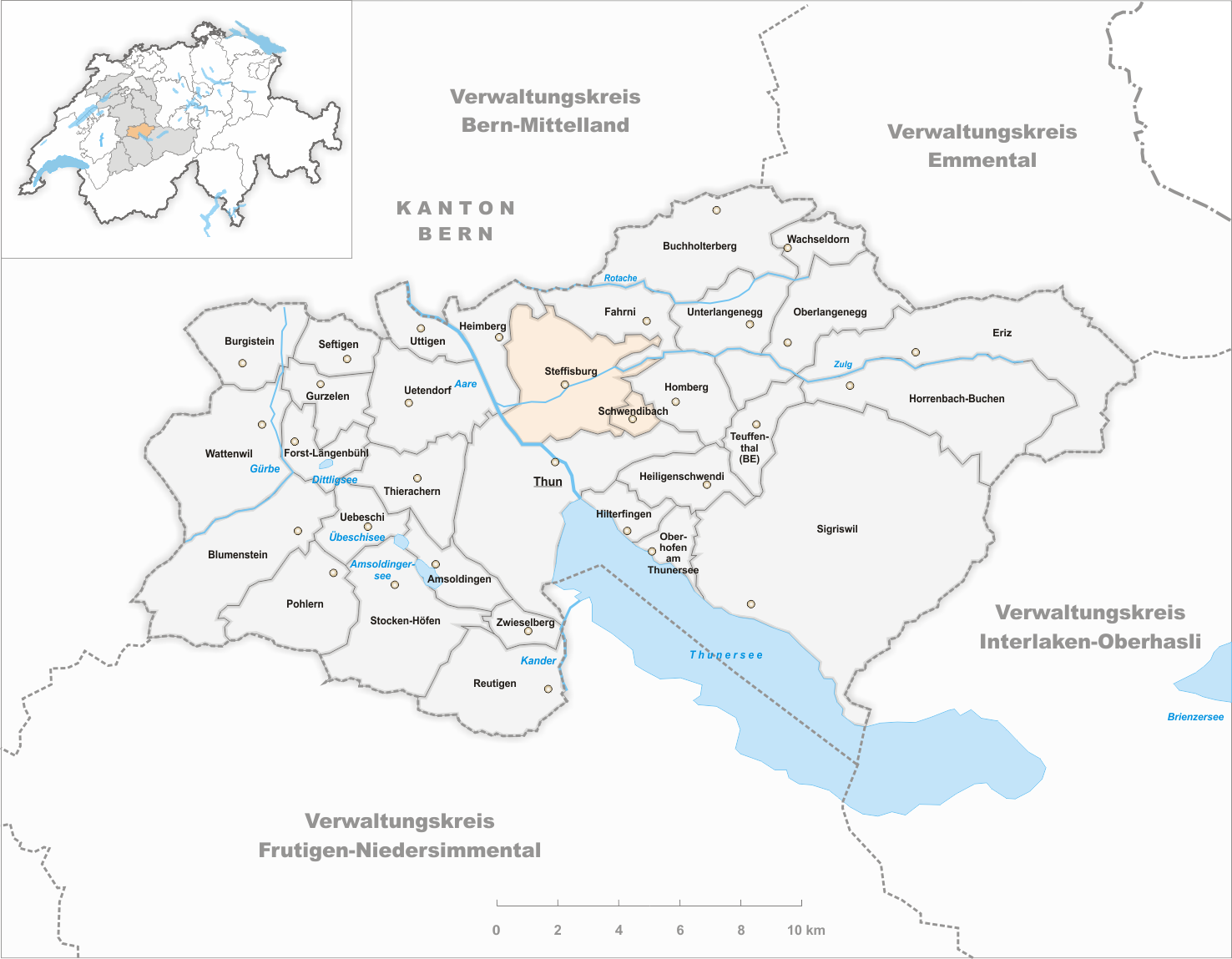
Gemeinden bis 2019
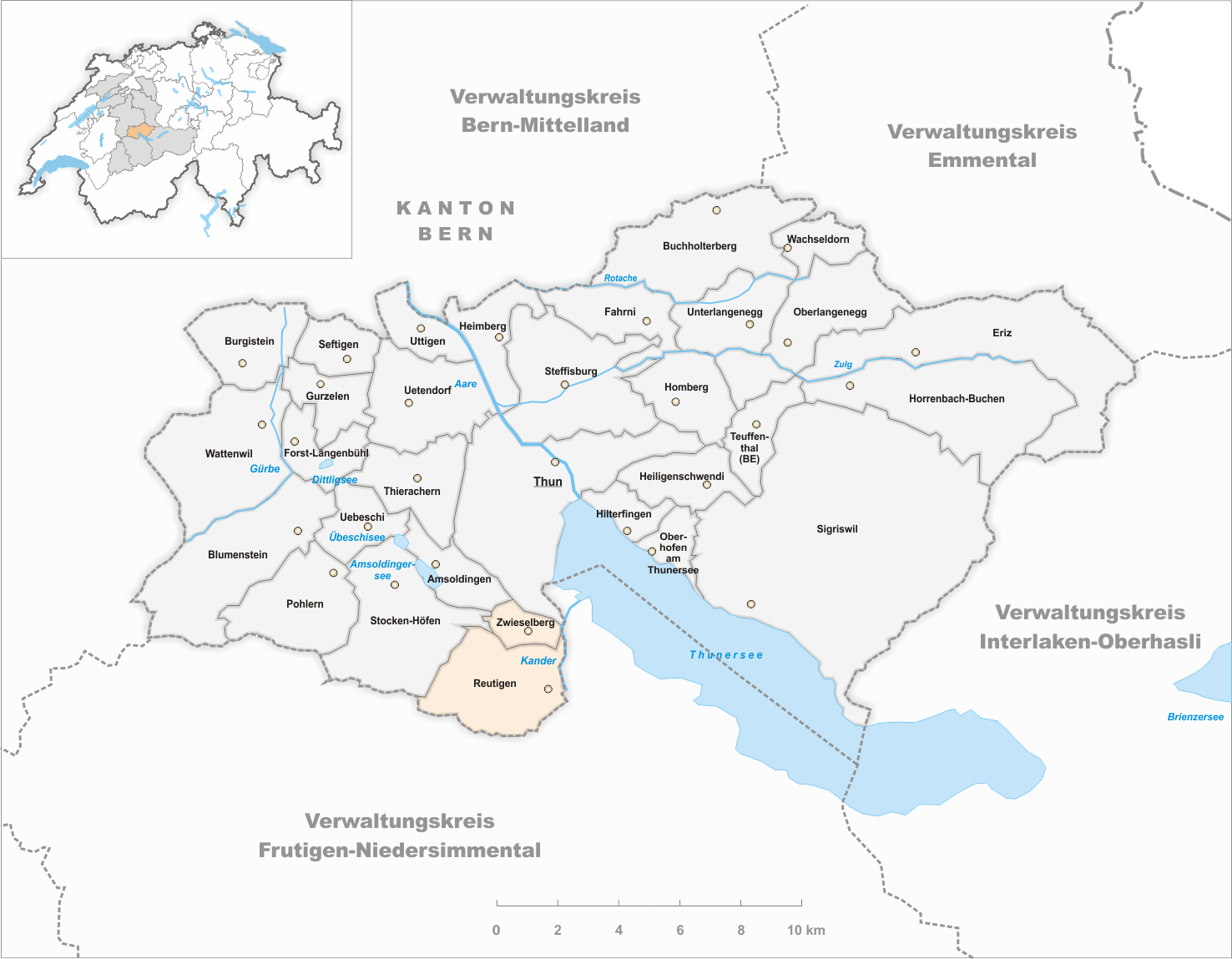
Gemeinden bis 2023

- 2014: Fusion Höfen bei Thun, Niederstocken und Oberstocken  →  Stocken-Höfen
- 2014: Fusion Kienersrüti und Uttigen  →  Uttigen
- 2020: Fusion Schwendibach und Steffisburg  →  Steffisburg
- 2024: Fusion Reutigen und Zwieselberg  → Reutigen